# Marclopt
Marclopt ist eine Gemeinde in Südfrankreich. Sie gehört zur Region Auvergne-Rhône-Alpes, zum Département Loire, zum Arrondissement Montbrison und zum Kanton Feurs. Sie grenzt im Norden an Saint-Laurent-la-Conche, im Osten an Saint-Cyr-les-Vignes, im Südosten an Saint-André-le-Puy, im Süden an Montrond-les-Bains, im Südwesten an Chalain-le-Comtal und im Westen an Magneux-Haute-Rive.

## Bevölkerungsentwicklung
| Jahr                       | 1962 | 1968 | 1975 | 1982 | 1990 | 1999 | 2008 | 2017 |
| -------------------------- | ---- | ---- | ---- | ---- | ---- | ---- | ---- | ---- |
| Einwohner                  | 207  | 184  | 196  | 258  | 288  | 359  | 487  | 503  |
| Quellen: Cassini und INSEE |      |      |      |      |      |      |      |      |

## Sehenswürdigkeiten
- Kirche Saint-Martin
- Galloromanischer Sarkophag

|  |  |